# Vuntut National Park
Vuntut National Park er en  nationalpark i  det nordlige Yukon i Canada. Parken blev oprettet i 1995 og det beskyttede område omfatter 4.345 kvadratkilometer. Det nærmeste samfund er Old Crow. Området er  på grund af forhandlinger mellem regeringen og First Nations om retten til området, helt uudviklet og helt uden veje.
Området hvor Vuntut  National Park ligger er traditionelle jagtmarker for Gwich'in-indianerne (Vuntut Gwitchin First Nation) og da parken blev grundlagt var det dels fordi man ville bevare vildmarken og dels fordi man ville fremme Gwich'ins kultur.
Nord for Vuntut ligger Ivvavik National Park. Mod vest, over grænsen til det amerikanske Alaska, ligger  det godt 78.000 km² store  Arctic National Wildlife Refuge.